# Angelo Grilli
Angelo Grilli (Pavia, 28 ottobre 1932 – Pavia, 29 dicembre 2015) è stato uno scultore e medaglista italiano.
Fu il padre Vittorio, anch'egli scultore, ad introdurlo in quell'arte che perfezionò frequentando la scuola d'arte della sua città natale per poi proseguire alla Scuola Superiore d'Arte Cristiana di Milano e quindi all'Accademia Cignaroli di Verona.
Partecipò a numerose mostre, concorsi e premi tra cui diversi congressi FIDEM (Fédération internationale de la médaille d'art) e mostre dell'AIAM (Associazione italiana amici della medaglia).
Tra le principali realizzazioni il grandioso rilievo in cotto della Sacra Famiglia per l'omonima chiesa di Pavia (1977) come anche, per la stessa sua città, il monumento ai caduti (1993). Un altro grande rilievo in ceramica raffigurante "La Madonna della Palestina" fu collocato nel 2013 sulla facciata di Palazzo Vigoni dello stesso capoluogo pavese.
Numerosa la produzione medaglistica che nel 2015 gli valse il premio alla carriera - per la prima volta assegnato ad un italiano - della prestigiosa American Numismatic Society di New York, premio che non poté tuttavia ritirare per l'aggravarsi delle condizioni di salute e il sopraggiungere della morte.